# تشعع
التشعع  أو التشعيع أو التعرض للإشعاع هو عملية يتم فيها تعريض مادة للإشعاع. وبصفة عامة غالبا ما يرجع المصطلح بالتحديد لعملية التأيين بالإشعاع ، وبنسبة إشعاع تكون أعلى من المعدلات الطبيعية ، والتي تقد تصل لدرجة الخطر على الكائنات الحية.
معظم أشكال الأشعاع لا تحدث حالة حث للإشعاع في المادة التي تتعرض للإشعاع. ومثال لذلك أشعة غاما. فأشعة غاما لها إشعاع إشعاع كهرومغناطيسي بطول موجي قصير للغاية كما أن لها طاقة عالية وتأثير فتاك على الحياة. ولكن عند التحكم فيها فإنه يمكن أن تستخدم في تعقيم المواد ، ويستخدم مثل هذه التنقنية أثناء تصنيع الأدوات الطبية ، والمواد الطبية التي تستخدم لمرة واحد فقط مثل المحقنة ، كما يمكن أيضا استخدامها في تطهير وتعقيم المتجات الغذائية. كما أن أشعة غاما لها القدرة على قتل البراعم في النباتات مثل البطاطس.
كما أن تعرض الغذاء للإشعاع طريقة مهمة لحفظ الطعام وتلاقى مزيدا من المؤيدين لها بمرور الوقت.